# Smetanova Lhota
Smetanova Lhota là một làng thuộc huyện Písek, vùng Jihočeský, Cộng hòa Séc.